# Legenda telewizji

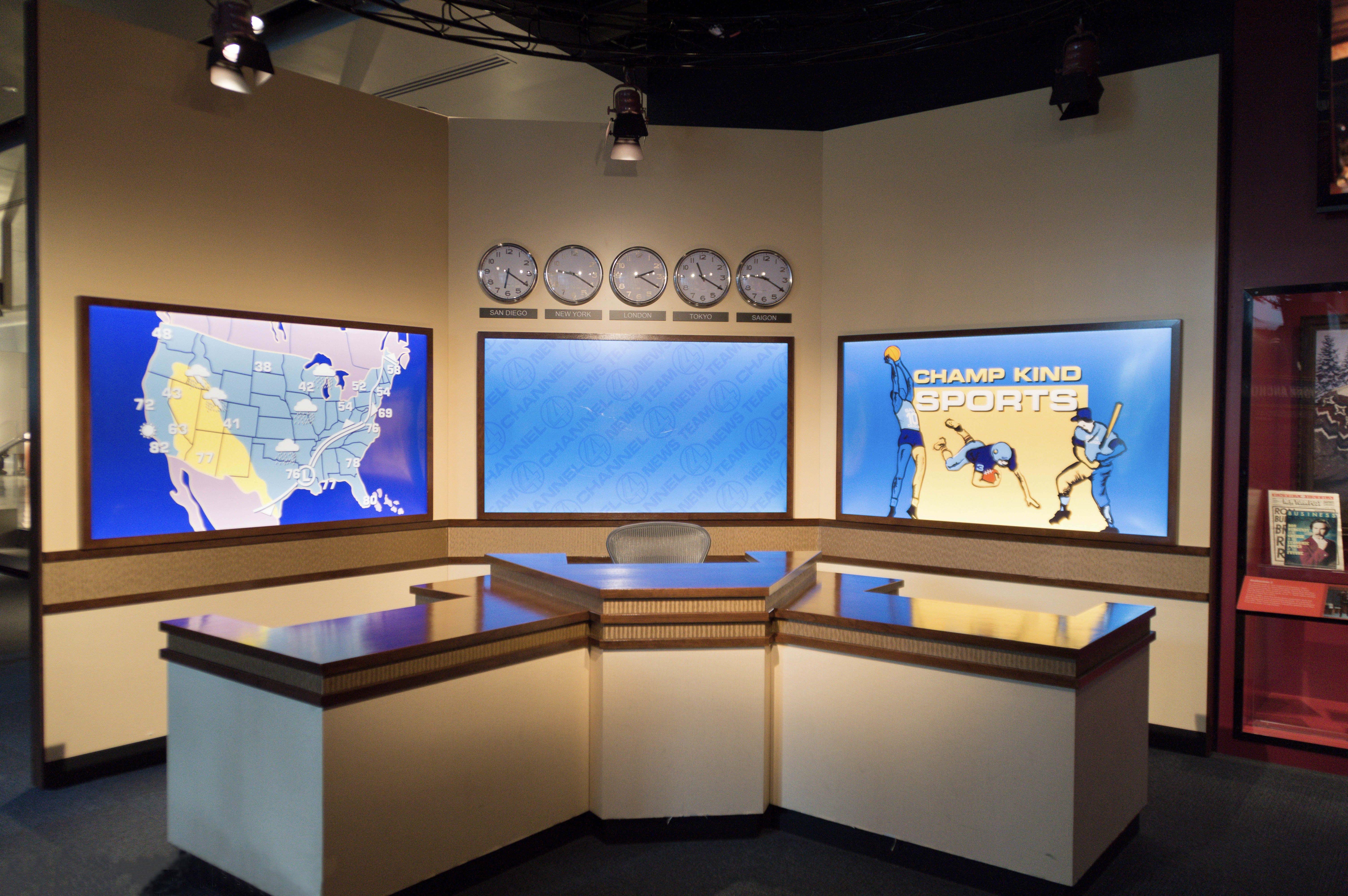
Biuro informacyjne z filmu

Legenda telewizji (oryg. Anchorman: The Legend of Ron Burgundy) – amerykańska komedia satyryczna z 2004, debiut reżyserski Adama McKaya.
Pięć miesięcy po premierze filmu, została wydana bezpośrednia wersja na wideo – Wake Up, Ron Burgundy: The Lost Movie. Film doczekał się kontynuacji Legenda telewizji 2: Kontynuacja po dziewięciu latach.

## Opis fabuły
Prezenter telewizyjny Ron Burgundy jest w latach 70. gwiazdą i królem informacji w San Diego, wraz z całą swoją ekipą: reporterem Brianem Fantaną, prezenterem pogody Brickiem Tamlandem i Champem Kindem prowadzącym wiadomości sportowe. Jednak kiedy do ekipy Kanału 4. dołącza dziennikarka Veronica Corningstone, hierarchia ulega zaburzeniu. Narasta wrogość między Ronem i Veronicą, którzy rywalizują o stanowisko prezentera wiadomości.

## Obsada
| Rola                  | Aktor               | Polski dubbing      |
| --------------------- | ------------------- | ------------------- |
| Ron Burgundy          | Will Ferrell        | Tomasz Sapryk       |
| Veronica Corningstone | Christina Applegate | Lucyna Malec        |
| Brian Fontana         | Paul Rudd           | Adam Bauman         |
| Brick Tamland         | Steve Carell        | Piotr Kozłowski     |
| Ed Harken             | Fred Willard        | Leszek Teleszyński  |
| Champion „Champ” Kind | David Koechner      | Adam Ferency        |
| Garth Holliday        | Chris Parnell       | Dariusz Odija       |
| Tino                  | Fred Armisen        | Tomasz Kozłowicz    |
| Wes Mantooth          | Vince Vaughn        | Wojciech Paszkowski |

## Odbiór

### Box office
Budżet filmu jest szacowany na 26 milionów USD. Zarobił w Ameryce Północnej 85 mln dolarów i poza Ameryką Północną 5 mln dolarów, co dawało łącznie ponad 90 mln dolarów na całym świecie.

### Krytyka w mediach
Film spotkał się z pozytywną reakcją krytyków. W agregatorze recenzji Rotten Tomatoes 66% z 202 recenzji uznano za pozytywne, a średnia ocen wystawiona na ich podstawie wyniosła 6,30. Z kolei w agregatorze Metacritic średnia ważona ocen z 38 recenzji wyniosła 63 na 100.
Film Legenda telewizji do dziś jest uznawany za jeden z najlepszych filmów komediowych XXI wieku.